# Agapornis
Agapornis este un gen de păsări psittaciforme din familia Psittacidae, ai căror membri sunt originari din Africa și sunt cunoscuți în mod obișnuit sub numele de papagali amorezi sau inseparabili.

## Taxonomie
Genul Agapornis a fost introdus de naturalistul englez Prideaux John Selby în 1836. Numele combină greaca veche αγάπη agape care înseamnă „iubire” și όρνις ornis care înseamnă „pasăre”. Specia tip este papagalul amorez cu guler negru (Agapornis swindernianus). Genul conține nouă specii, dintre care cinci sunt monotipice și patru sunt împărțite în subspecii. Acestea sunt originare din Africa continentală și din insula Madagascar. În sălbăticie, diferitele specii sunt separate geografic.

### Specii
Genul conține 9 specii:
- Agapornis roseicollis – papagal amorez cu față roz
- Agapornis personatus – papagal amorez mascat
- Agapornis fischeri
- Agapornis lilianae
- Agapornis nigrigenis – papagal amorez cu obraz negru
- Agapornis canus – papagal amorez cu cap gri
- Agapornis taranta – papagal amorez cu aripi negre
- Agapornis pullarius – papagal amorez cu cap roșu
- Agapornis swindernianus – papagal amorez cu guler negru

## Galerie

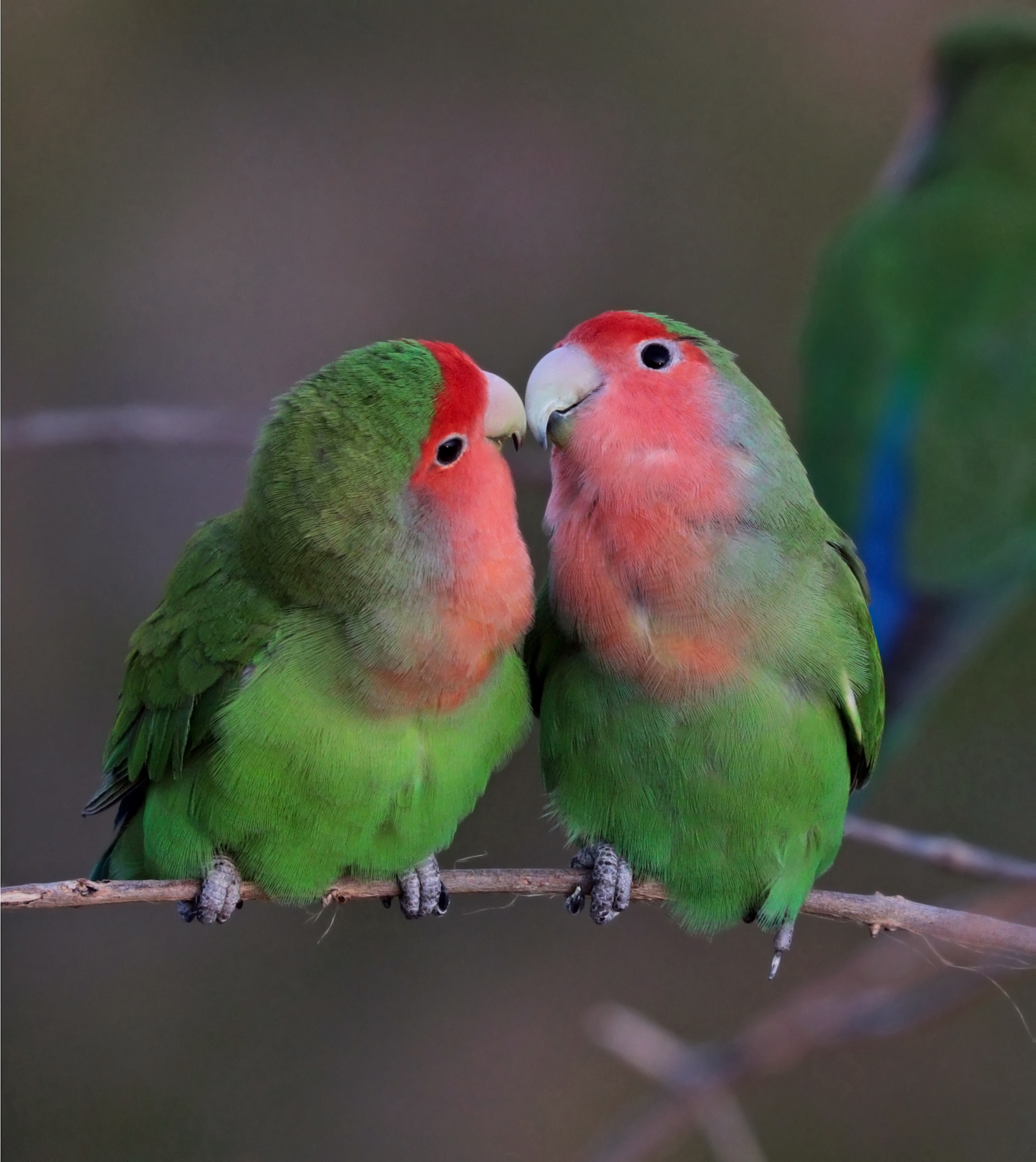
Agapornis roseicollis
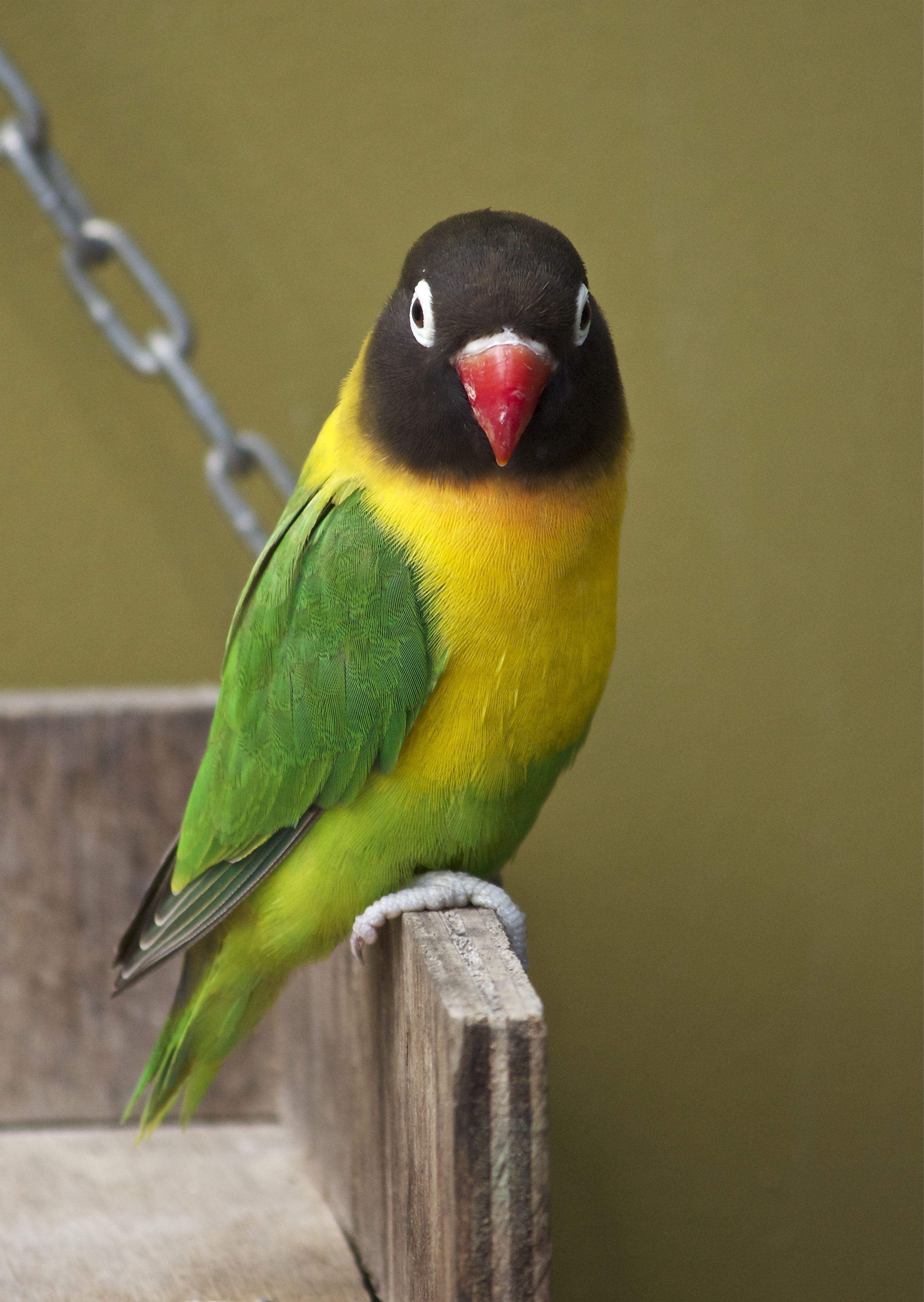
Agapornis personatus
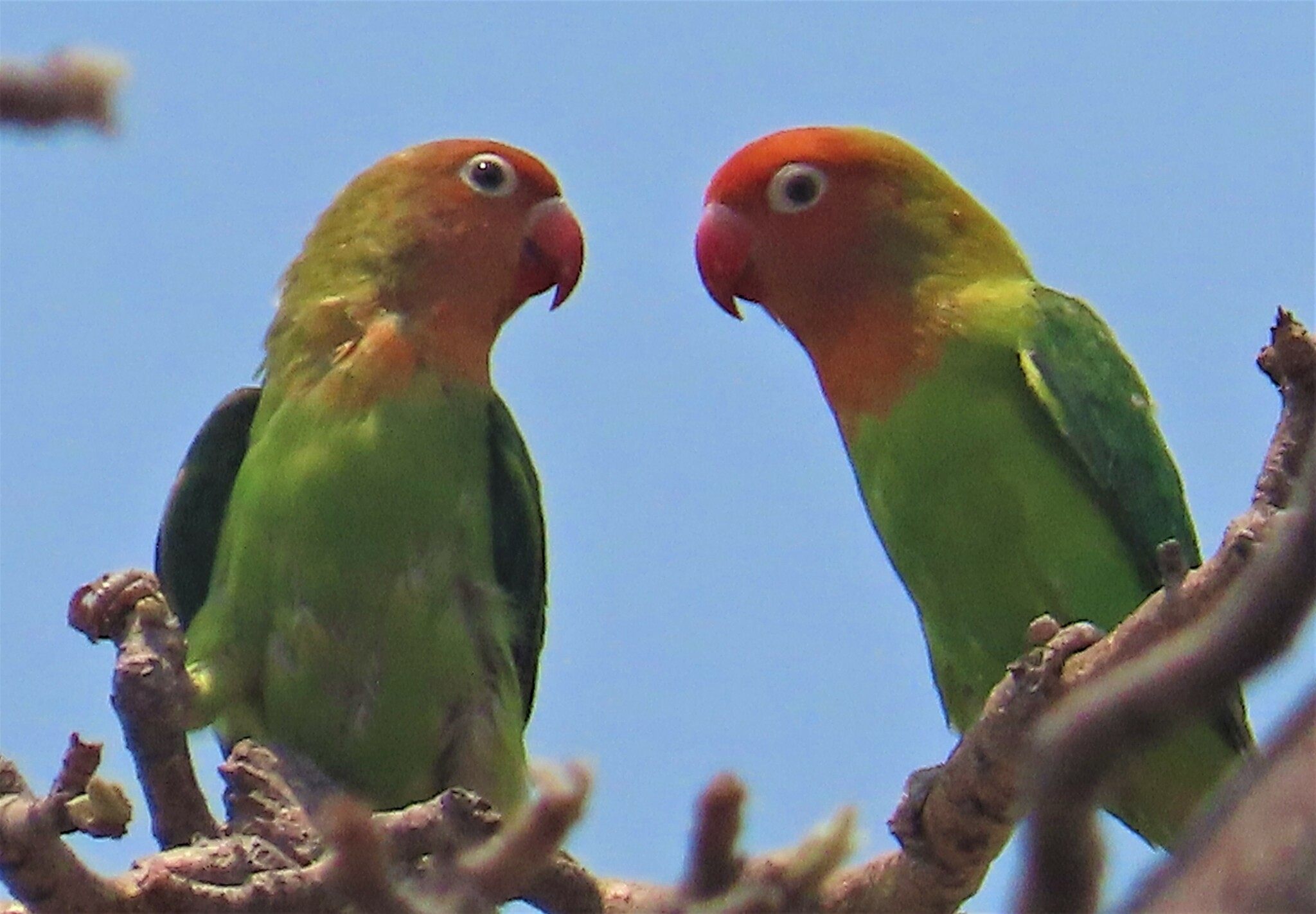
Agapornis lilianae
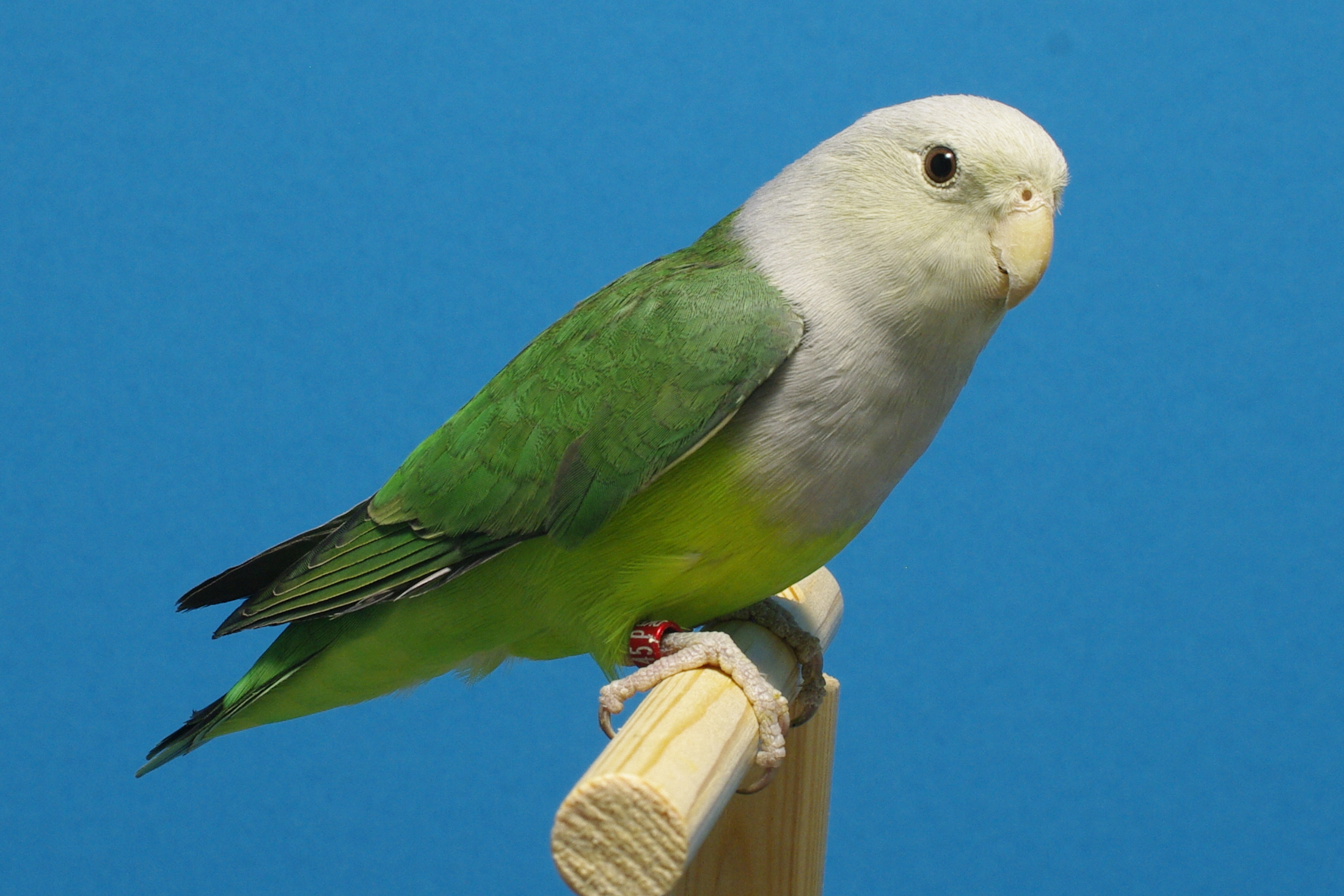
Agapornis canus